# AK-107

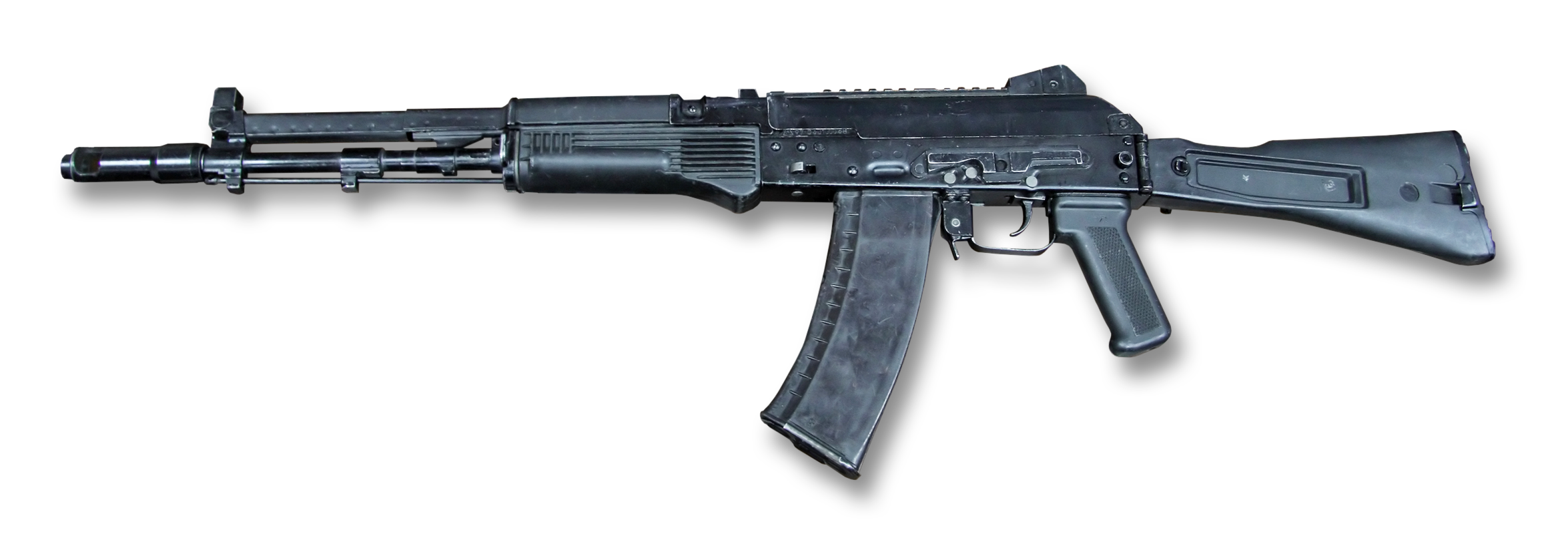

AK-107은 러시아의 AK-100 시리즈 중에 개발된 5.45×39mm 돌격소총이다. AEK-971에 사용된 것과 비슷하게 균형잡힙 운용 체계를 갖추고 있다. 여기서 AK는 Avtomat Kalashnikova가 아닌 Alexandrov/Kalashnikov를 의미한다. 개정판은 알렉산드로프 요리가 설계한 새로운 가스 작동식이다.
오리지널 AK-100 시리즈 대비 1.5~2배 개선된 것으로 보고되었다.

## 같이 보기
- AEK-971
- AN-94